# Orthosia marginata
Orthosia marginata là một loài bướm đêm trong họ Noctuidae.